# Hannemarie Kühler
Hannemarie Kühler, geb. van den Wyenbergh, (geboren 8. Februar 1927 in Köln; gestorben 8. Januar 2017) war eine deutsche Juristin, Richterin und Gerichtspräsidentin. Am 1. August 1979 wurde die Juristin zur Präsidentin des Landesarbeitsgerichts Niedersachsen berufen. Sie war eine Tochter von Jakob van den Wyenbergh und der Rundfunkredakteurin Marie-Theres van den Wyenbergh.

## Ausbildung
Nach dem Abitur am Oberlyzeum in Ahrweiler studierte Hannemarie Kühler Rechtswissenschaften in Mainz, legte 1951 das erste und nach dem anschließenden Referendariat 1955 das zweite Staatsexamen ab. 1958 wurde sie in Köln bei Hans Carl Nipperdey mit einer Arbeit über das Verfahren vor dem Bundessozialgericht promoviert.

## Karriere
Von 1955 bis 1958 war sie in Nordrhein-Westfalen in der Sozialgerichtsbarkeit tätig und wechselte im Juli 1958 in die Arbeitsgerichtsbarkeit. 1960 wurde sie zur Arbeitsgerichtsrätin am Arbeitsgericht Aachen ernannt. Sie war damit eine von nur drei Frauen, die Anfang der sechziger Jahre als Richterin in der Arbeitsgerichtsbarkeit in Nordrhein-Westfalen tätig waren. 1963 zog sie nach Schleswig-Holstein, wo sie zunächst für die Bürogemeinschaft der Arbeitgeberverbände in Rendsburg arbeitete und von 1964 bis 1966 Leiterin der Personal- und Sozialabteilung der Textilfirma Marsian in Neumünster war. Von 1966 bis 1979 war sie Arbeitsrichterin in Schleswig-Holstein, ab Dezember 1971 als Direktorin des Arbeitsgerichts Kiel, und dort die erste Frau in der Arbeitsgerichtsbarkeit.

### Präsidentin des Landesarbeitsgerichts Niedersachsen
Am 1. August 1979 wurde die Juristin zur Präsidentin des Landesarbeitsgerichts Niedersachsen berufen. Dieses Amt bekleidete sie bis zum Erreichen der Altersgrenze im Februar 1992.

### Mitglied und Vizepräsidentin des Niedersächsischen Staatsgerichtshofs
Seit April 1987 war Hannemarie Kühler außerdem hauptamtliches Mitglied des Niedersächsischen Staatsgerichtshofs.
Von Dezember 1988 bis März 1992 hatte sie dort das Amt der Vizepräsidentin inne.

## Auszeichnungen und Ehrungen
- 17. Februar 1993: Großes Verdienstkreuz des Verdienstordens der Bundesrepublik Deutschland

## Ämter und Mitgliedschaften
- 1967–1969: Mitglied im erweiterten Vorstand des Deutschen Juristinnenbundes[6]
- 1986–1988: Mitglied des ZDF-Fernsehrates[7]
- 1988–2002: Mitglied des ZDF-Verwaltungsrates, dort auch viele Jahre Mitglied des Investitionsausschusses[7]
- Ehrenmitglied des Deutschen Arbeitsgerichtsverbands[8]
- Mitherausgeberin der Zeitschrift für Arbeitsrecht[9]

## Persönlichkeit
Hannemarie Kühler war, so das ZDF, „eine entschiedene Verfechterin des öffentlich-rechtlichen Rundfunks und eine kritische Ratgeberin für das ZDF“. Sie setzte dort wichtige Impulse für Wirtschaftlichkeit und Haushaltsführung.
Wie die Vorgänge im Zusammenhang mit ihrer Verabschiedung zeigen, war die Juristin eine sehr selbstbewusste Person. Da sie mit den Umständen der Feier ihrer Verabschiedung angesichts ihrer großen Verdienste und des bei solchen Gelegenheiten Üblichen unzufrieden war, lehnte sie die Teilnahme an der Amtseinführung ihres Nachfolgers ab. Im Niedersächsischen Landtag gab es deswegen eine Anfrage des CDU-Abgeordneten Horst Engstler zum Verhältnis der Landesregierung zu den Repräsentanten der Justiz.
Bei der Verleihung des Karnevalsordens Humoris Causa der Funkenartillerie Blau Weiß, einer der größten Karnevalsgesellschaften in Norddeutschland, stellte der Laudator 1985 launig fest, die Juristin sei „eine von Humor geradezu durchtriebene Person“.

## Publikationen (Auswahl)
- Hannemarie van den Wyenbergh, Grundzüge des Verfahrens vor dem Bundessozialgericht unter besonderer Berücksichtigung der Verfahrensvoraussetzungen, (Diss. Köln 1958), Bonn: Kollen  1958.
- Hannemarie Kühler: Aufbau   der   Arbeitsgerichtsbarkeit   in   Sachsen-Anhalt. Ein   zwangsläufig hintergründig-fragmentarischer  Tatsachenbericht  aus  vornehmlich rechtspolitischer Sicht. In: Walter Remmers, Jürgen Goydke (Hrsg.): Vertrauen in den Rechtsstaat : Beiträge zur deutschen Einheit im Recht : Festschrift für Walter Remmers. Köln, C. Heymann, 1995, S. 269–282.
- Kühler, Hannemarie: Aus ihrer Abschiedsrede als Landesarbeitsgerichtspräsidentin. In: Recht der Arbeit. Zeitschrift für die Wissenschaft und Praxis des gesamten Arbeitsrechts. München Verlag C. H. Beck, 1992, S. 195